# Route nationale 33 (Madagascar)
Pour les articles homonymes, voir Route nationale 33.
La route nationale 33 (N 33) est une route nationale s'étendant de Morarano Chrome jusqu'à Andriamena à Madagascar .

## Description
La N33 parcourt 122 km dans les régions d'Alaotra-Mangoro et de Betsiboka.
Elle part de la RN 3a à Amparafaravola et se dirige vers le nord-ouest, traverse Telomita est se termine à Andriamena.
Le tronçon Morarano Chrome-Brieville est goudroné

## Parcours
D'Est en ouest:
- Morarano Chrome  (croisement de la N 3a)
- Ambakireny
- Brieville (84 km)
- Andriamena